# NGC 2438
NGC 2438 – mgławica planetarna znajdująca się w konstelacji Rufy. Została odkryta 19 marca 1786 roku przez Williama Herschela. Mgławica ta znajduje się w odległości około 2900 lat świetlnych od Ziemi, a halo tej mgławicy rozciąga się na przestrzeni ponad 4,5 roku świetlnego.
Wizualnie NGC 2438 znajduje się wewnątrz gromady otwartej Messier 46. Jest jedną z nielicznych znanych mgławic planetarnych znajdujących się wewnątrz gromady gwiazd. Jednak mgławica ta nie jest powiązana z którąkolwiek gwiazdą Messier 46. Od gwiazd gromady odróżnia ją prędkość z jaką się poruszają, a także wiek. Mgławica NGC 2438 znajduje się w późnej fazie ewolucyjnej. Gwiazdy o małej lub średniej masie potrzebują ponad miliard lat by ją osiągnąć, podczas gdy wiek gromady Messier 46 ocenia się na około 300 milionów lat, gdyż jest rozwiniętą gromadą w średnim wieku. Ze względu na odległość uważa się, że mgławica jest obiektem pierwszego planu.